# Château de La Porte
Ne doit pas être confondu avec Château de la Porte de Mars ou Château de la Porte du Scex.
Le château de La Porte est un château du XVIIIe siècle situé à Sandillon, dans le département du Loiret en région Centre-Val de Loire.

## Géographie
Le château est situé sur le territoire de la commune de Sandillon (Loiret), au sud-ouest du bourg, dans la région naturelle du Val de Loire à environ 100 mètres d'altitude.
Le château est accessible depuis la route départementale 14.
Le domaine de La Porte qui contient notamment le château et la chapelle s'étend sur le territoire des communes de Sandillon et de Saint-Cyr-en-Val.

## Histoire
L'édifice est construit à partir de 1776 par Claude de Loynes d'Autroche.
La chapelle est achevée en 1785.
Le comte Bernard de Poncins est propriétaire du château à la fin du XIXe siècle.
Le château est inscrit à l'inventaire des monuments historiques depuis le 10 juin 1992 puis classé depuis le 20 octobre 1995.
En 2005, l'homme d'affaires français Claude Bébéar achète le domaine de La Porte.

## Arts
Le peintre et dessinateur français Charles Pensée a réalisé une série d'aquarelles représentant le domaine de La Porte dans les années 1850 et 1860.